# Bristol-Siddeley Orpheus

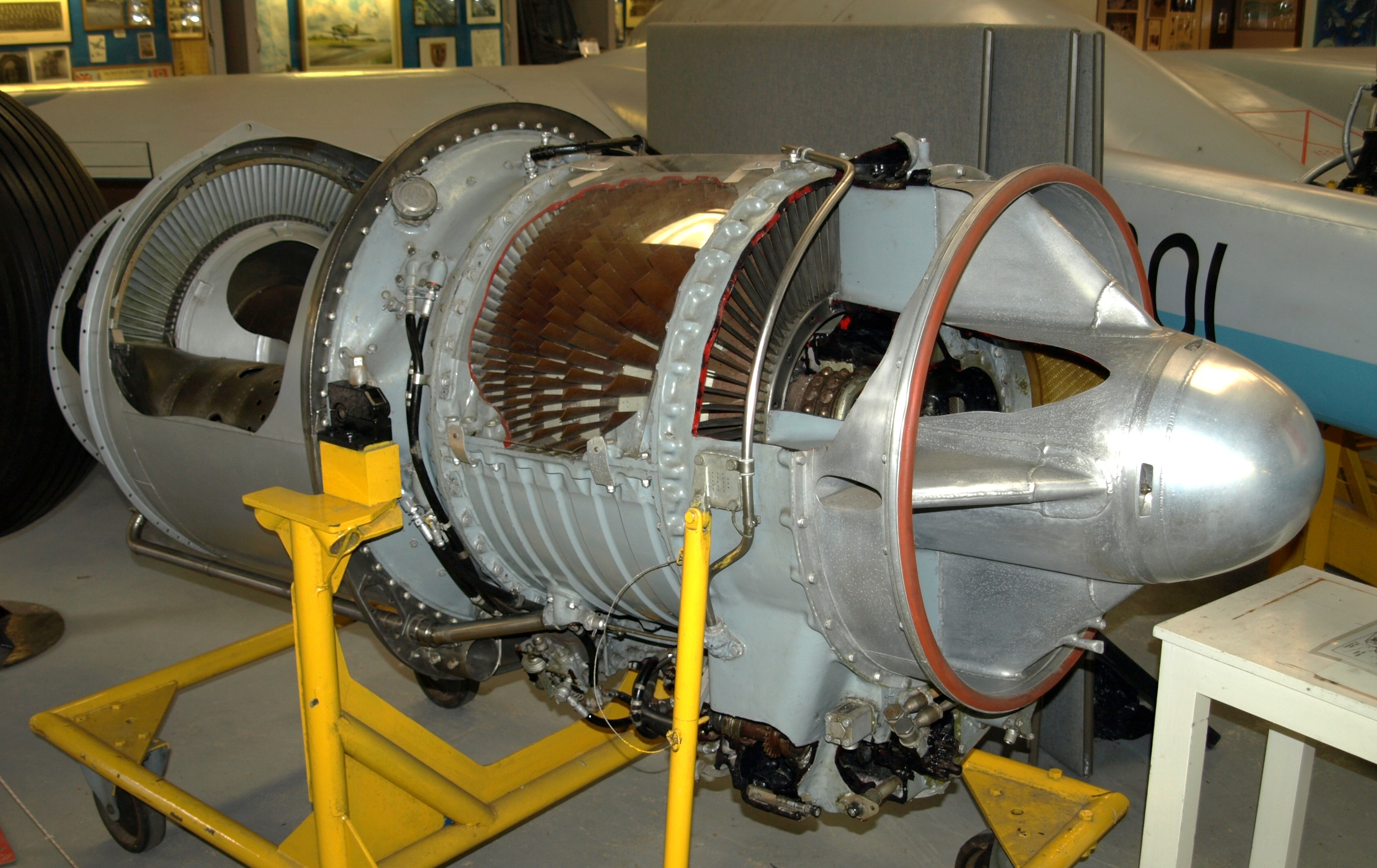
Bristol Orpheus

Das Bristol-Siddeley Orpheus war ein britisches Strahltriebwerk, das von Bristol Aero Engines (Tochterfirma der Bristol Aeroplane Company) entwickelt wurde. Das Einwellentriebwerk  verfügt über einen siebenstufigen Verdichter und eine einstufige Turbine, beide in  Axialausführung. Die Variante 701 erzeugt einen Standschub von 20,11 kN.
Das Triebwerk kam sowohl in der Folland Gnat als auch der Fiat G.91 und der Fuji T-1 zum Einsatz und diente als Basis für das Rolls-Royce-Pegasus-Triebwerk.